# Union des associations et sociétés industrielles françaises
Cet article court présente un sujet plus développé dans : Ingénieurs et scientifiques de France.
L'Union des associations et sociétés industrielles françaises est un organisme qui a fusionné en 1948 avec la Société des ingénieurs civils de France pour donner naissance à la Société des ingénieurs et scientifiques de France (ISF).